# Południowa grań Ostrej

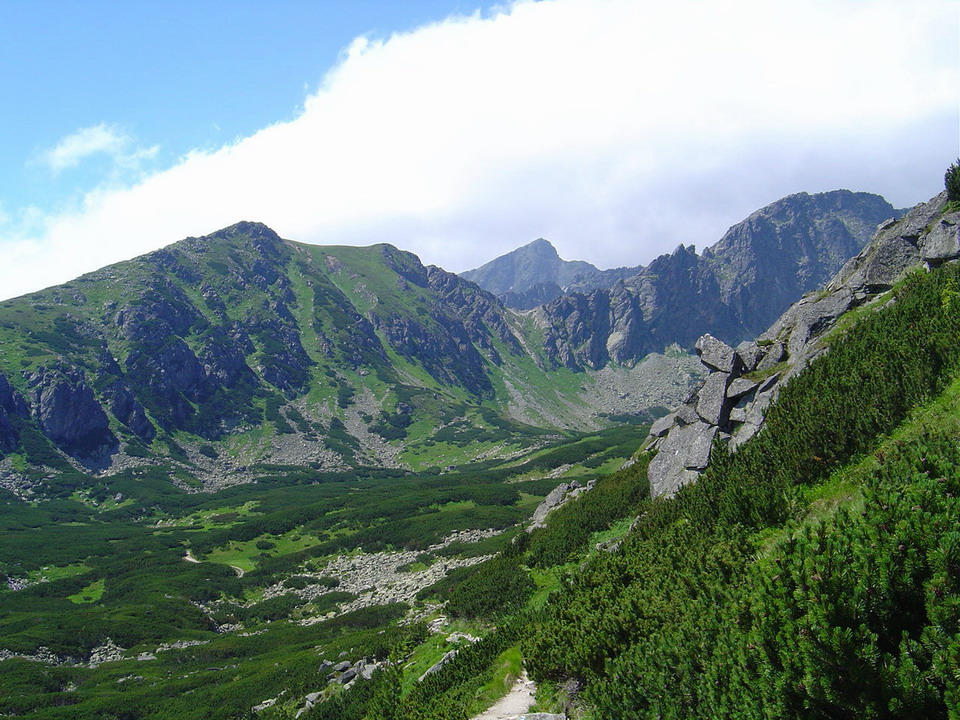
Południowa grań Ostrej, w tle Krywań

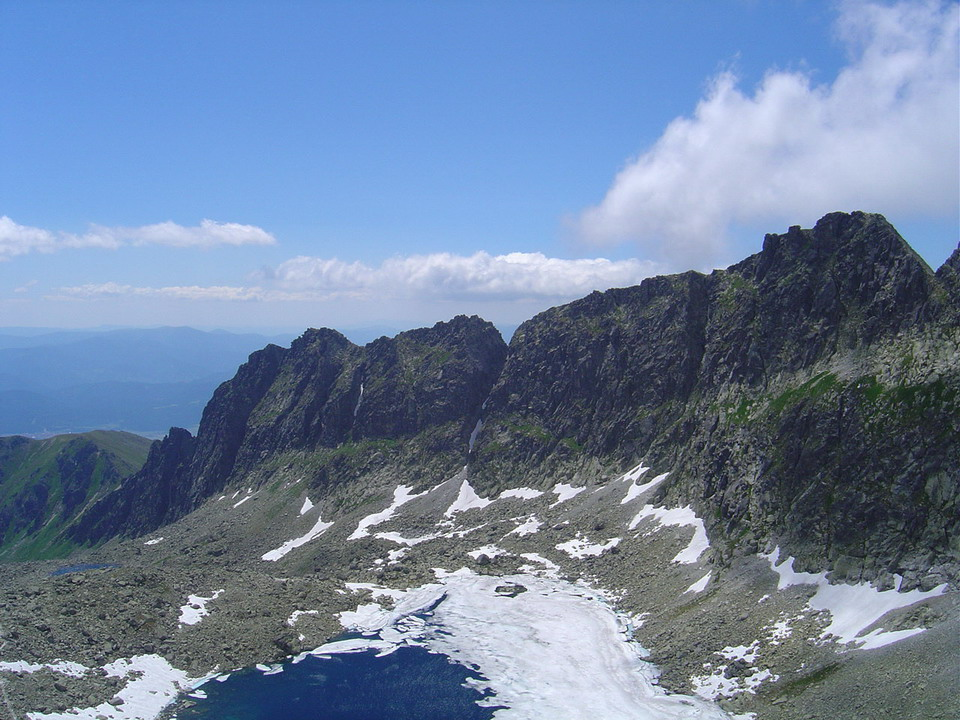
Liptowskie Turnie i Ostra

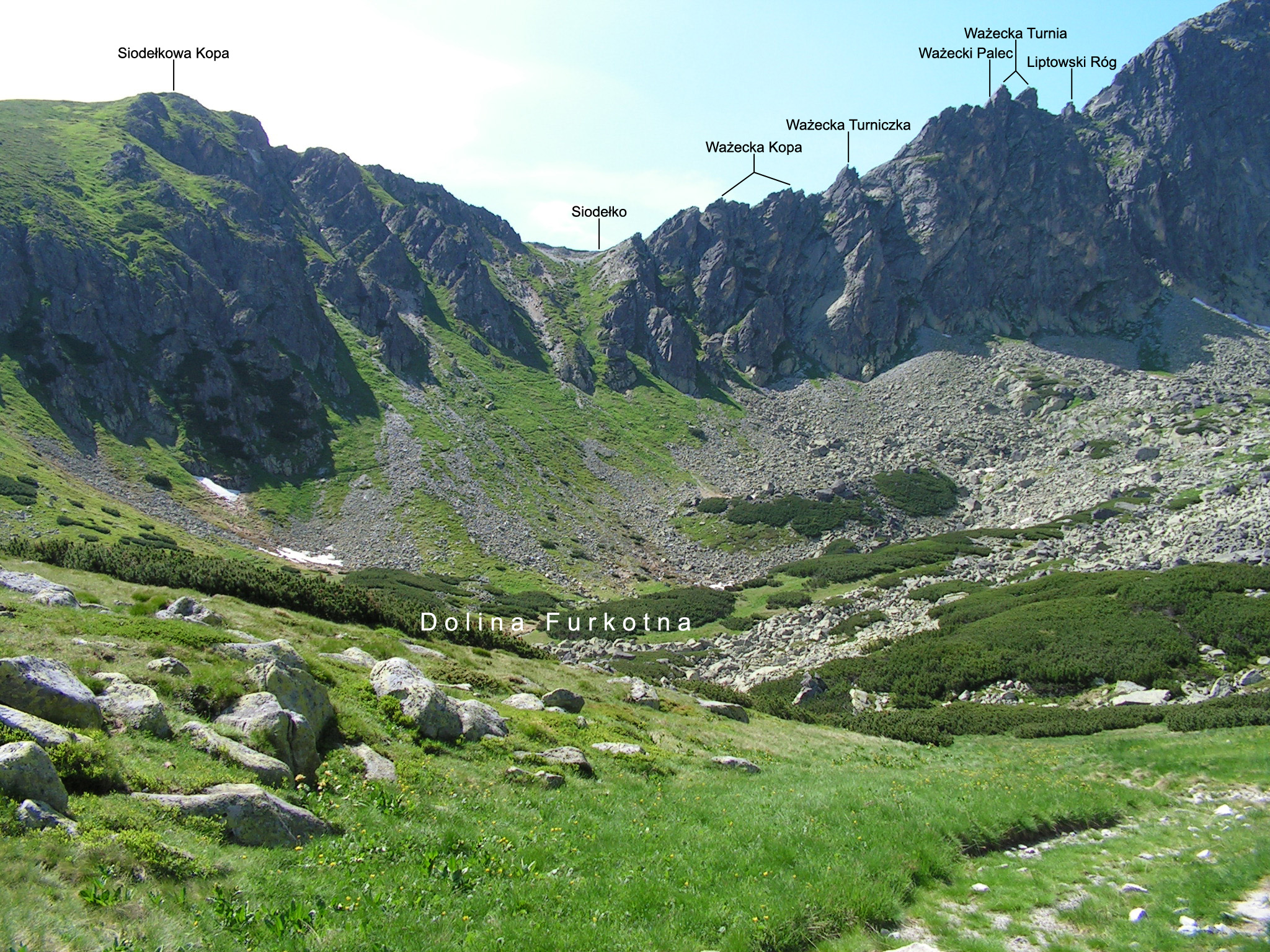
Fragment grani obejmujący Ważecką Turnię i Siodełkową Kopę

Południowa grań Ostrej (słow. J rameno Ostrej) – długi grzbiet w Tatrach Wysokich, ciągnący się w kierunku południowym od wierzchołka Ostrej, położonego w głównej grani odnogi Krywania. Grań oddziela od siebie Dolinę Furkotną na wschodzie i system Doliny Ważeckiej na zachodzie. Od Ostrej aż do Siodełkowej Kopy grań biegnie niemal idealnie na południe.
Górny fragment grani nosi nazwę Koziego Grzbietu (Kozí chrbát) i biegnie od Liptowskiej Przełączki na północy do Ostrej Przełączki na południu. Jego północna część, ograniczona od południa Wyżnią Liptowską Przehybą, to Liptowski Grzbiet (Liptovský chrbát).
Na całym odcinku grani nie występują żadne szlaki turystyczne.

## Przebieg grani
Większość nazw w południowej grani Ostrej powstała stosunkowo niedawno – zarówno w wersji słowackiej, jak i polskiej. Bardziej ugruntowane są nazwy słowackie, polskie odpowiedniki są w większości autorstwa Władysława Cywińskiego lub Endre Futó, twórcy czterojęzycznego słownika nazw tatrzańskich.
W grani wyróżnia się następujące obiekty (od wierzchołka Ostrej na południe):
- Liptowska Przełączka (Liptowska Szczerbina[2], Liptovská štrbina, ok. 2245 m[3]),
- Liptowskie Turnie:
  - Zadnia Liptowska Turnia (Liptovská veža, 2268[2] lub 2271[3] m),
  - Wyżnia Liptowska Przehyba (Kozia priehyba),
  - Pośrednia Liptowska Turnia (Kozí hrb, 2272 m[3]),
  - Niżnia Liptowska Przehyba (Vyšný Kozí zárez),
  - Skrajna Liptowska Turnia (Kozia stena),
- Kozi Karbik (Kozí zarez),
- Kozi Róg (Liptowski Róg[3], Kozí roh),
- Ostra Przełączka (Ostrý zárez, ok. 2105 m[3]),
- Ważecka Turnia (Ostrá veža, 2129 m) o dwóch wierzchołkach, między którymi znajduje się Ważecka Szczerbina (Ostrá štrbina),
- Pośrednia Ważecka Szczerbina (Prostredná Ostrá štrbina),
- Ważecki Palec (Ostrý palec),
- Niżnia Ważecka Szczerbina (Nižná Ostrá štrbina),
- Ważecki Kopiniak (Ostrý hrb) o dwóch wierzchołkach, między którymi znajduje się Szczerbina w Ważeckim Kopiniaku (Štrbina v Ostrom hrbe),
- Ważecki Karb (Vyšný Ostrý zárez),
- Ważecki Ząb (Ważecka Turniczka[3], Ostrá vežička),
- Ważecki Karbik (Nižný Ostrý zárez),
- Ważecka Kopa (Ostrá kopa) – dwa wierzchołki, północny i południowy, które rozdziela Ważecka Przehyba (Ostrá priehyba)[4],
- Szczerbina nad Turniczką (Štrbina nad vežičkou),
- Turniczka nad Szczerbiną (Vežička nad štrbinou),
- Szczerbina pod Turniczką (Štrbina pod vežičkou),
- Kopa nad Siodełkiem (Kopa nad sedielkom),
- Siodełko Furkotne (Przełęcz pod Siodełkiem, Sedielkový priechod, ok. 2015 m[3]),
- Kopa przed Siodełkiem (Zadnia Siodełkowa Kopa[3], Kopa pred Sedielkom),
- Siodełkowa Płaśń (Sedielková pláň),
- Siodełkowa Kopa (Siodełko, Wielka Siodełkowa Kopa, Sedielková kopa, 2065 m[3]).

Na powyższym odcinku zachodnie stoki grani opadają do Doliny Suchej Ważeckiej, a wschodnie do Doliny Furkotnej. Na wierzchołku Siodełkowej Kopy grań rozgałęzia się na dwa łagodne grzbiety: południowo-zachodni z Pośrednią Siodełkową Kopą, opadający do głównej gałęzi Doliny Ważeckiej, i południowo-wschodni ze Skrajną Siodełkową Kopą.
Pierwsze odnotowane przejście całej południowej grani – Alfred Martin i Johann Franz (senior) 19 września 1907 r.